# エロスの地形一覧
エロスの地形一覧（エロスのちけいいちらん）は、小惑星 (433) エロスの地形のうち、命名されたものを一覧にしている。

## 地域
エロスの地域の名は、この小惑星を同時発見した二人の天文学者の名に因む。
| レジオ                          | 由来                       |
| ------------------------------- | -------------------------- |
| シャルロワ地域 (Charlois Regio) | オーギュスト・シャルロワ   |
| ヴィット地域 (Witt Regio)       | カール・グスタフ・ヴィット |

## 尾根
エロスの尾根の名は、この小惑星を研究した天文学者の名に因む。
| ドルサ                         | 由来                               |
| ------------------------------ | ---------------------------------- |
| フィンセン尾根 (Finsen Dorsum) | ウィリアム・ステフェン・フィンセン |
| ヒンクス尾根 (Hinks Dorsum)    | アーサー・ロバート・ヒンクス       |

## クレーター
小惑星エロスが恋愛の神であるエロースに因んで命名されたことから、クレーターにも有名な恋愛小説の登場人物などの名前がつけられている。
| クレーター                      | 由来                                                 |
| ------------------------------- | ---------------------------------------------------- |
| アベラール (Abelard)            | ピエール・アベラール                                 |
| アイーダ (Aida)                 | アイーダ                                             |
| アフタンディル (Avtandil)       | ショタ・ルスタヴェリの『豹皮の騎士』のアフタンディル |
| ボヴァリー (Bovary)             | ボヴァリー夫人                                       |
| カサノヴァ (Casanova)           | ジャコモ・カサノヴァ                                 |
| キャサリン (Catherine)          | 『嵐が丘』のキャサリン                               |
| クピド (Cupid)                  | クピド                                               |
| ドン・ファン (Don Juan)         | ドン・ファン                                         |
| ドン・キホーテ (Don Quixote)    | ドン・キホーテ                                       |
| ドゥルシネーア (Dulcinea)       | ドゥルシネーア                                       |
| エウリュディケ (Eurydice)       | エウリュディケー                                     |
| フジツボ (Fujitsubo)            | 『源氏物語』の藤壷                                   |
| ガラテア (Galatea)              | ガラテア                                             |
| ガンバ (Gamba)                  | マリナ・ガンバ                                       |
| ゲンジ (Genji)                  | 『源氏物語』の光源氏                                 |
| ヒースクリフ (Heathcliff)       | 『嵐が丘』のヒースクリフ                             |
| ヒメロス (Himeros)              | ヒメロス                                             |
| ヒオス (Hios)                   | ヒオス                                               |
| シャー・ジャハーン (Shah Jahan) | シャー・ジャハーン                                   |
| カスティーティス (Kastytis)     | カスティーティス （リトアニア神話）                  |
| レアンダー (Leander)            | ヘーローとレアンドロス                               |
| レイリー (Leylie)               | ニザーミーの『ライラとマジュヌーン』                 |
| ロリータ (Lolita)               | 『ロリータ』                                         |
| マハル (Mahal)                  | ムムターズ・マハル                                   |
| メリザンド (Mélisande)          | 『ペレアスとメリザンド』                             |
| ナルキッソス (Narcissus)        | ナルキッソス                                         |
| オルフェウス (Orpheus)          | オルペウス                                           |
| パオユ (Pao-yu)                 | 『紅楼夢』の賈宝玉                                   |
| ペレアス (Pelléas)              | 『ペレアスとメリザンド』                             |
| プシュケ (Psyche)               | プシューケー                                         |
| ピュグマリオン (Pygmalion)      | ピュグマリオン                                       |
| ラダメス (Radames)              | 『アイーダ』のラダメス                               |
| セレーネ (Selene)               | セレーネー                                           |
| タイユ (Tai-yu)                 | 『紅楼夢』の林黛玉                                   |
| トゥタネカイ (Tutanekai)        | トゥタネカイ（ニュージーランド モコイア島の神話）    |
| ヴァレンタイン (Valentine)      | ワレンティヌス（聖ヴァレンタイン）                   |